# Петро (криптовалюта)

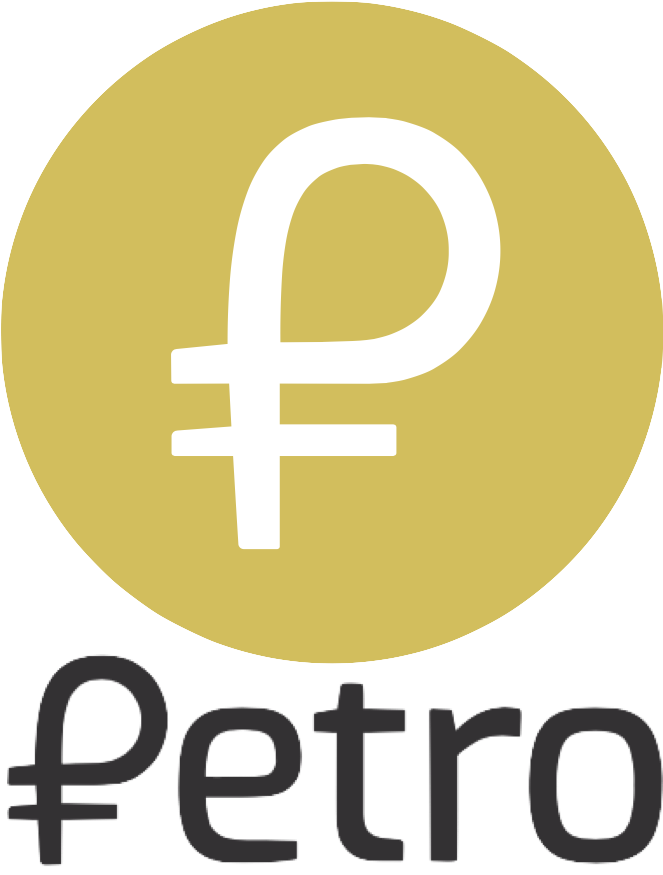
Логотип Петро

Петро, или petromoneda — криптовалюта, разработанная правительством Венесуэлы. Объявлена в декабре 2017 года, обеспечена нефтью и минеральными ресурсами, используется наряду с боливаром и может служить для получения доступа к международному финансированию. 
К валюте привязан суверенный боливар

## Статус
По сути Petro являлся не криптовалютой, а созданным на основе открытой и бесплатной платформы блокчейна Ethereum токеном (долговым обязательством или контрактом на оказание услуг в настоящем, либо в будущем). Изначально использовался токен на базе Ethereum ERC-20, позже был переход на НЭМ (NEM), а затем возврат к Ethereum. 
Курс криптовалюты устанавливался решениями президента страны, с августа 2018 года к ней были привязаны цены и зарплаты.

## История
Президент Венесуэлы Николас Мадуро объявил о создании петро в телеобращении от 3 декабря 2017 года, заявив, что эта валюта обеспечена запасами нефти (цены 1 барреля национальной нефти), бензина, золота и алмазов. 
Конкретным обеспечением назывались сертифицированные нефтяные запасы месторождения Ayacucho 1 в регионе Атапирире, которые по состоянию на это время никем не разрабатывались и разрабатываться не планировались.
5 января 2018 года Мадуро заявил, что Венесуэла будет выпускать 100 млн токенов петро, объём выпуска должен составить около 6 млрд долларов США. он также сформировал правительственный консультативный комитет по делам криптовалюты.
20 августа 2018 года Мадуро объявил о внедрении новой национальной валюты — суверенного боливара, привязанного к национальной криптовалюте (по курсу 1 Petro = 3 600 с.б., в то время как прежний сильный боливар менялся на новый в расчёте 100 000 к 1).
7 декабря венесуэльские пенсионеры столкнулись с тем, что их пенсионные выплаты автоматически переводились в криптовалюту Петро; при этом местные магазины не принимали её к оплате, как и криптобиржи и ведущие расчёты в криптовалюте компании.
Национальная ассамблея констатировала нарушение проектом Petro трёх положений Конституции: 
запрет на создание альтернативных платежных средств, 
запрет на обременение государства международными долговыми обязательствами без разрешения парламента и 
запрет на использование сырьевых ресурсов в качестве обеспечительного залога международных обязательств.
Летом 2019 года Мадуро заявил о желании превратить петро в конвертируемую валюту.
В январе 2024 года власти Венесуэлы объявили об отказе от национальной криптовалюты. 

### Сделки
20 февраля 2018 года начался выпуск Петро правительством Венесуэлы. В порядке ИКО петро могли быть обменены на российские рубли, биткоин, НЭМ и эфириум. Минимально необходимые инвестиции для получения криптоактивов составляют 50 евро (или их эквивалент) на электронный кошелек или 1000 евро (или их эквивалент) на банковские депозиты.
14 декабря на саммите в Гаване Николас Мадуро предложил использовать криптовалюту Petro для расчетов в ходе торговли в рамках Боливарианского альянса народов Америки (АЛБА), объединяющего 10 стран Латинской Америки. Власти страны ещё с 2017 года безуспешно пытались организовать поставки нефти на основе криптовалюты.

## Курс валюты
| Время      | Юань   | Евро  | Турецкая лира | Рубль    | Канадский доллар | Фунт  | Франк | Рупия    | Доллар |
| ---------- | ------ | ----- | ------------- | -------- | ---------------- | ----- | ----- | -------- | ------ |
| 24/08/2018 | 412,84 | 51,98 | 369,18        | 4 091,40 | 78,53            | 46,81 | 59,17 | 4 206,60 | 60,00  |
| 23/08/2018 | 410,61 | 51,70 | 363,52        | 4 084,52 | 77,95            | 46,44 | 58,97 | 4 192,20 | 60,00  |
| 22/08/2018 | 411,00 | 51,84 | 363,55        | 4 035,25 | 78,26            | 46,48 | 59,13 | 4 192,20 | 60,00  |
| 21/08/2018 | 412,80 | 52,43 | 364,77        | 4 023,36 | 78,35            | 47,05 | 59,73 | 4 206,60 | 60,00  |

С момента начала торгов курс Petro рухнул с 50 до 16,70 долл.

## Оценки
По мнению независимой финансовой консалтинговой компании Weiss Rating петро является не криптовалютой, а необеспеченной валютой.
Независимый публичный каталог первичных размещений токенов (ICOindex) дал Петро рейтинг Scam (афера, финансовая махинация).
Рядом аналитиков Петро считался попыткой форвардной продажи венесуэльской нефти.
Местное население Венесуэлы активно пользовалось другой криптовалютой — Dash, чьи разработчики адаптировали её под использование в этой стране (бюджетные версии смартфонов, соглашения с мобильными операторами).